# Endotique
L'endotisme est le contraire de l'exotisme. 
Dans sa perspective artistique, c'est une tentative de renouvellement d'un sujet, non pas en le détournant ou en le contournant, mais qui nécessite de l'aborder directement de front et de se confronter à sa vérité sensible. 
Le sujet doit être connu intimement par l'artiste si ce dernier veut parvenir à déceler par un travail pictural de la matière (dessin, peinture, sculpture, photographie, film) une réalité plus générale.
Ce courant artistique se situe à contre-courant de l'art conceptuel et est initié par Pablo Picasso et Francis Bacon. Au moment où l'art conceptuel explose sur le marché de l'art (dans les années 1960-1970), des peintres comme David Hockney, Balthus, Charles Matton ou Antonio Lopez Garcia s'érigent contre le concept. En conséquence de quoi, ils sont écartés sciemment pendant deux décennies du marché, malgré leur succès privé et public.
Ce n'est qu'à partir des années 1980 que les théoriciens et philosophies de l'art, en avance sur le marché, vont soutenir cet art qui choisit de ne pas faire de ségrégation entre le travail de la matière et le sujet, entre l'artiste et son spectateur. Jean Baudrillard, Jean Clair, Alain Finkielkraut, George Steiner ou encore Paul Virilio vont ainsi faire avancer l'histoire de l'art en participant au cours des années 1990-2000 à l'effondrement de la cote extraordinaire qu'avait atteint le concept.